# Milionia regina
Milionia regina là một loài bướm đêm trong họ Geometridae.